# Rib-eye

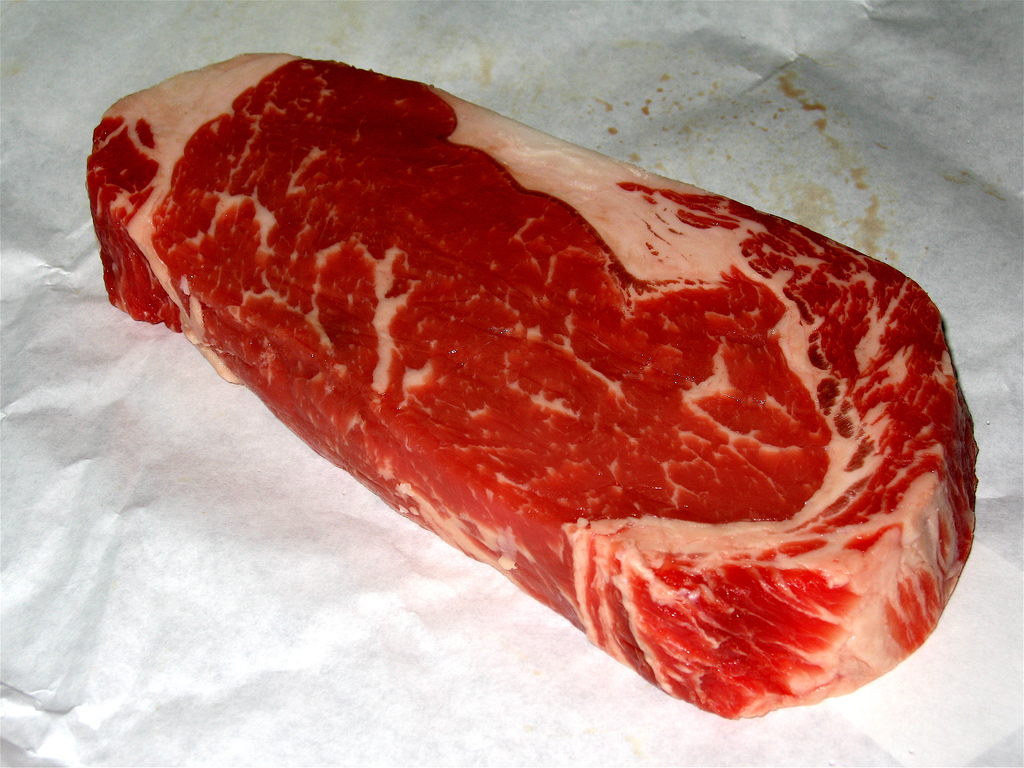
Rib-eye steak

Rib-eye, ribeye of rib-eye steak is rundvlees afkomstig van de rib van een rund, maar zonder het bot. Het wordt meestal gehaald uit het stuk tussen de zesde en twaalfde rib van het rund. Sommige slagers spreken van een varkensribeye, voor een stuk vlees dat uit een overeenkomstige plaats wordt gesneden en wordt soms ook verkocht als 'ribeye'. 
De naam rib-eye komt uit de Verenigde Staten. De term voor dit stuk vlees wordt pas relatief kort in Nederland gebruikt. In 1986 verscheen waarschijnlijk de eerste advertentie met rib-eye, van een restaurant in Amsterdam,  dat adverteerde met Steaks uit Amerika, rib-eye, toploin, T-bone en nog veel meer. De rib-eye werd ook gepresenteerd in 1987 op de Horecava beurs, op een stand van USA Quality Food.
Eerder al, in 1968, adverteerde een restaurant in een Engelstalig blad in Curacao met een rib-eye, in een menu speciaal voor vaders.
Het is een stuk vlees, gemarmerd met vet. De ribeye ligt in het rund tussen de entrecote en de hals/onderrib. De naam verwijst naar de min of meer ronde kern die is omgeven door een wat dikkere laag vet en enigszins op een oog lijkt.
Rib-eye wordt wel gerijpt gedurende 21 dagen of langer, waardoor de smaak en textuur zou verbeteren. 
De rib-eye wordt aan beide zijden enige minuten gebakken. Door het aanwezige vet is het vlees geschikt om snel en heet te bereiden.  

## Varianten
Een tomahawk is hetzelfde als een rib-eye maar dan met een lang stuk bot er aan. De cowboy steak is hetzelfde als een rib-eye waarbij de rib niet uit het vlees gesneden wordt. Wanneer het bot wordt verwijderd houd je dus de rib-eye over. 